# ブラチ島

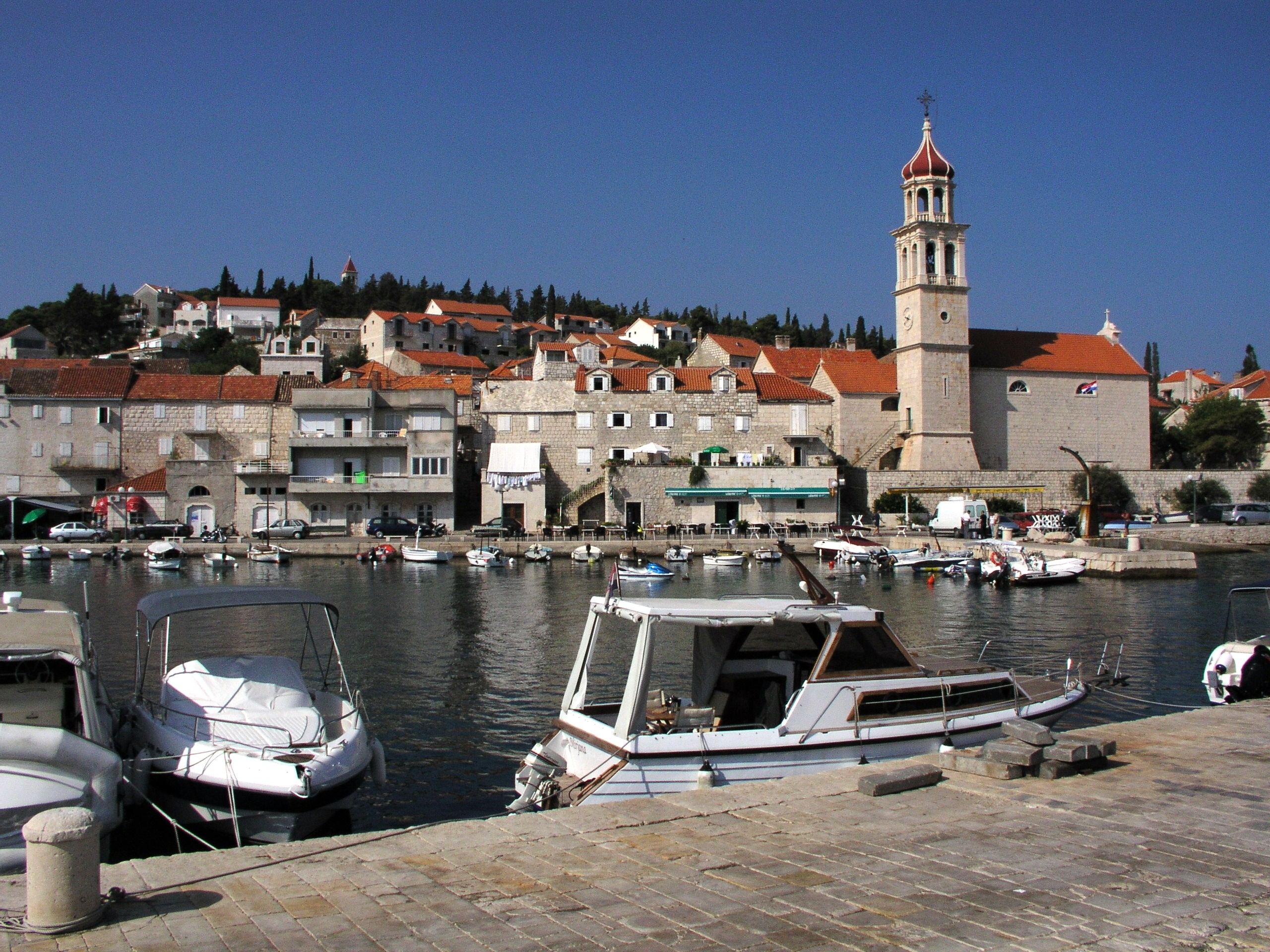
スティヴァンの港

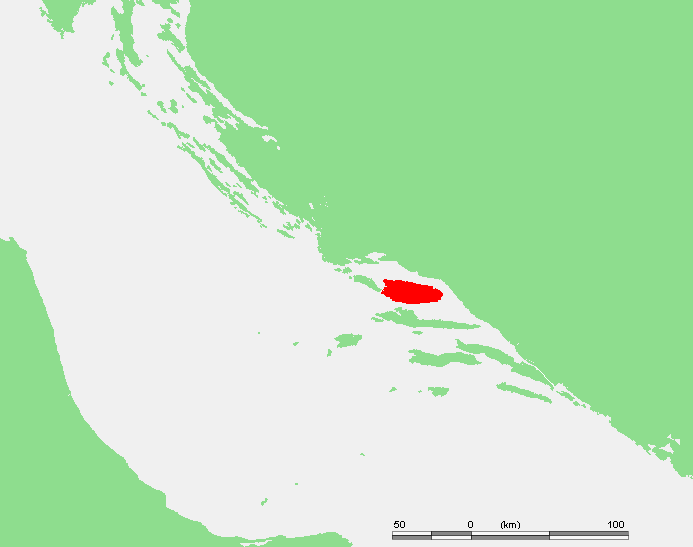
ブラチ島の位置

ブラチ島 （-ふらちとう、クロアチア語:Brač、発音: ˈbɾaːtʃ 、ラテン語:Bretia, Brattia; イタリア語: Brazza; ドイツ語: Bratz;）は、クロアチア、スプリト＝ダルマチア郡の島。面積は、ダルマチア諸島中第3位となる396平方km。島最高地点は、ヴィドヴァ・ゴラか、スヴェティ・ヴィド山の778m。これはアドリア海の諸島中の最高地点でもある。島全体でおよそ13,000人の住民が、最大の町である人口3,500人のスペタルから、わずか12人しかいないノヴォ・セロ村まで、小規模な町で暮らしている。

## 歴史
島にあった人の定住地の発見された考古学的な日付は、旧石器時代に遡る（スペタルとドニ・フマクの間にあるコパキナ洞窟）。それにもかかわらず、新石器時代以降の人類の痕跡は全くない。青銅器時代と鉄器時代に、イリュリア人が島内陸部で暮らしていた。数多くの村があったが、そのどれも現存していない。
紀元前4世紀、ギリシャ人による植民地化が多くのアドリア海諸島へ本土沿岸ともども広がったが、彼らはブラチへは定住しなかった。ギリシャ人は島を訪れ、イリュリア人と交易をしていた。ギリシャの遺物はロジシュツァ近郊のヴィツャで発見された。ブラチ島はサロナからの交易路の交差する位置にあった（現在のソリンからヴィス島とポー川へ至る行路）。
9世紀、長く続いた土着民族との戦いの末、ローマ帝国がとうとうダルマチアを征服した。サロナは新たな県の首都となった。ブラチはサロナに近接していたせいで、大きな村も町も作られなかった。ローマ人住民の痕跡が島中で見つかっているが、彼らは常に独立した別荘で生活した。特に初期の採石場のあったシュクリプとスプリツカの間にある。スプリツカは、サロナやダルマチア全体へ石を運ぶ最重要港となっていった。スプリトのディオクレティアヌス宮殿は、ブラチから運ばれた石灰岩で大部分が建てられた。そしてワインやオリーブ栽培中心の農業も、同時代に始まった。

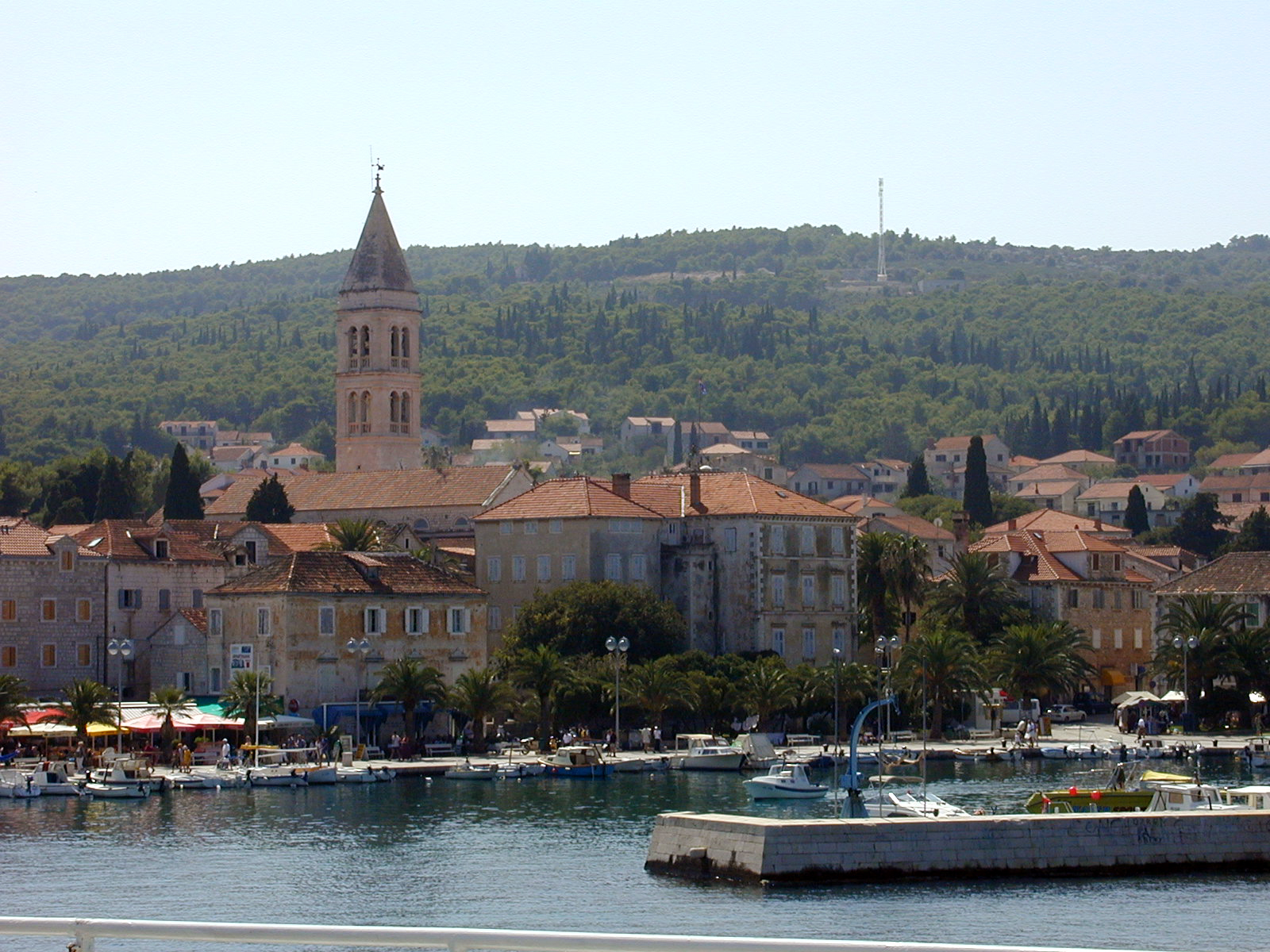
スペタル港

アヴァール人とスラヴ人によるサロナ破壊後、ブラチは沿岸部から逃亡してきた人々の最初の避難場所となった。シュクリプは避難してきたサロナ住民によって建てられたと代々言われてきたが、町そのものは実際はそれ以前からある。
1268年から1357年、島はヴェネツィア共和国を宗主国とし、後にハンガリー王国の一部となった。1390年夏、この一帯全体と一緒に、島々はボスニア王トヴルトコ・コトロマニッチ（en）の支配を受けたが、彼は翌年に死去した。彼の死のすぐ後、ハンガリーが再び島を領有した。この時代を通じて、島の基本的な自治権と古い構造は維持され続けた。ハンガリー人が島の直接支配を望むほど島は豊かでもなく、また戦略的な重要性もなかった。地元貴族たちが行政を行い、ブラチを治め、議会は島中心部のネレジシュツァで開催された。首領は貴族の家系から選ばれた。1420年にヴェネツィア共和国が再び島の領有を求め、島を治める者を送り込んできた。 
ヴェネツィアはさらに4世紀もの間、1797年まで島を治めた。その後、フランス第一帝政との取引で、旧ヴェネツィア領土の多くがハプスブルク君主国へ併合された。公用語はラテン語であった。この時代、ボスニアの宗主権はオスマン帝国が持っており、多くのボスニア難民が島へ避難していった。多くの町がこの時代に作られ、人口が島の内陸部から沿岸部へと移動を始めた。
ナポレオン戦争の間、ブラチ島は1806年に短期間だけナポレオン・ボナパルトに征服された。1807、主教公であるモンテネグロのペータル1世・ペトロヴィチ・ニェゴシュが、ロシア帝国海軍の支援を受けブラチを獲得した。しかし、1815年のウィーン会議で島はオーストリア帝国へ戻された。ブラチは、オーストリアの王領へ併合された。1867年以降は、オーストリア＝ハンガリー帝国のトランスレイタニア（en）の一部として併合された。1918年の帝国崩壊後、ブラチはセルブ・クロアート・スロヴェーン王国の一部となり、1929年以降ユーゴスラビアに属した。
島の人口は20世紀初頭には猛烈に減少した。ラテンアメリカ（特にアルゼンチンとチリ）、ニュージーランド、オーストラリアへの大規模移住のためであった。20世紀の間出移民の波は続き、最近の世代だけがヨーロッパ諸国、特にドイツを移住先として好むようになっている。

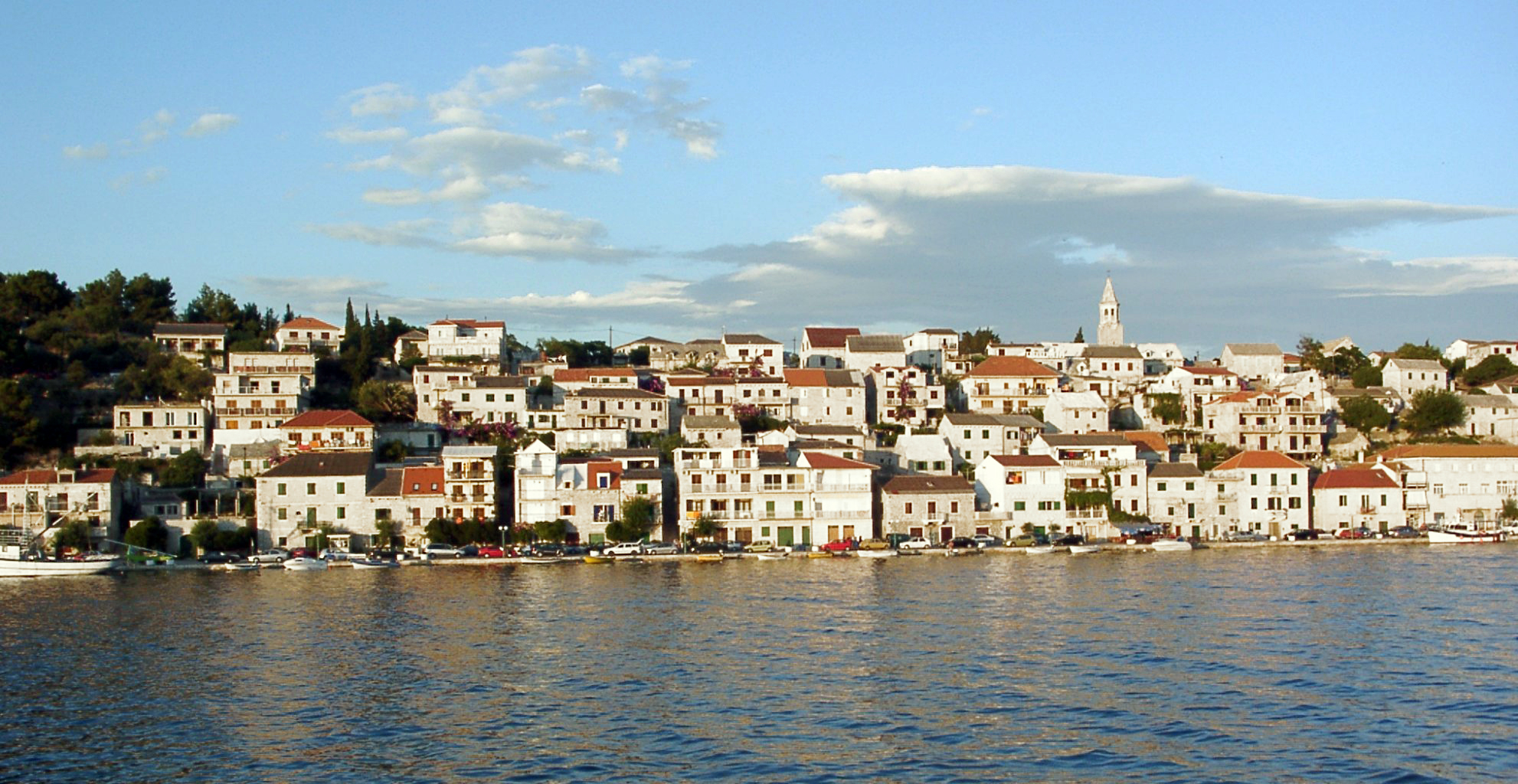
夕暮れ時のポヴリャ

1941年、イタリア王国軍が島を占領した。島の山地では、地元の反徒らがゲリラ戦を効果的に戦ったが、やがて占領者によって逮捕され処刑された。1943年にイタリアが無条件降伏した後、ドイツ軍が1944年1月12日から13日にかけて島を占領した。しかし7月にドイツ軍は敗退し、島は解放された。ブラチはユーゴスラビア社会主義連邦共和国を構成する国家の一つであるクロアチア社会主義共和国に1991年まで属し、クロアチアの独立でクロアチア領となった。クロアチア紛争での戦いはわずかに島で起きたにすぎなかったが（ミルナが爆撃された）、戦争の余波で特に観光業が打撃を受け、島は悲惨な状況となった。ブラチ島は、10年に渡る長い不況から再生しつつある。

## 経済
ブラチ島の経済はほとんど観光業を基盤としている。しかし、漁業と農業も非常に重要である（ワインとオリーブの生産）。そして貴重な石灰岩の採石も行われている。伝統的に、ブラチ島はヤギで有名であった。プリニウスですら、ブラッティア島（ブラチのラテン語名）は優れたチーズとワイン、オリーブ油を生産すると言及している。ブラチ島一つで、ダルマチア諸島全体の約半分のオリーブ油を生産している。

## 自治体
島にある町村には、スペタル、ボル、シュクリプ（ローマ以前からある島最古の村）、プチシュチャ、スプリツカ、ポスティラ、ネレジスチェ、ドニ・フマツ、ミルナ、ミルツァ、ゴルニ・フマツ、ドル、スティヴァン、スマルティン、プラズニツァ、ムルヴィツァ、ポヴリャ、ドラツェヴィツァ、ロジシュチャなどがある。

## 参照

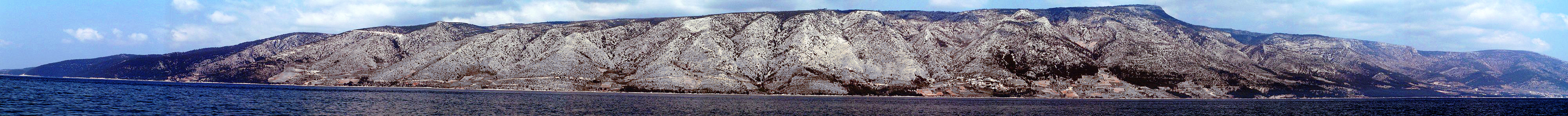
ブラチ島南部

1. ↑  Operation "Morgenwind I"